# Utazás a semmibe
Az Utazás a semmibe (eredeti cím: Voyagers) 2021-ben bemutatott koprodukciós sci-fi filmthriller, amelyet Neil Burger rendezett. A főbb szerepekben Tye Sheridan, Lily-Rose Depp, Fionn Whitehead, Colin Farrell és Chanté Adams látható.
Az Amerikai Egyesült Államokban 2021. április 9-én, míg az Egyesült Királyságban 2021. szeptember 28-én mutatták be a mozikban.

## Cselekmény
A közeljövőben a Föld egyre jobban felmelegszik, ami aszályokat és éhínségeket okoz az emberiségnek. 2063-ban a tudomány az űr mélyén talál egy kolonizációra alkalmas bolygót, amelynek benépesítésével akarják biztosítani az emberiség fennmaradását. A Humanitas nevű kolonizációs űrhajó legénységének a 86 éves út során szaporodnia kell, hogy unokáik végül elérjék a célbolygót. Ennek érdekében 30 kémcsőbébit tenyésztenek ki intelligens emberek genetikai anyagából, akik teljes elszigeteltségben nőnek fel gyermekké, hogy egyedüli küldetésük során ne hiányozzon nekik a Föld. Az űrhajó fedélzetén a későbbi feladatokra Richard tudós képzi ki őket, aki végül úgy dönt, elkíséri a gyerekeket a vissza nem térő útra, hogy megvédje őket az utazás veszélyeitől.
Tíz évvel a Humanitas elindítása után a gyerekek már tinédzserekké cseperedtek. Mindenkinek speciális feladatai vannak a fedélzeten, amelyeket Richard felügyel, és amelyeket mindenki rutinosan és szabályszerűen végez. Egy nap Christopher, a botanikus véletlenül felfedezi, hogy a kék ital, amelyet mindenki étkezés után fogyaszt, ismeretlen anyagot tartalmaz. Feltöri a fedélzeti számítógépet, és megtudja, hogy az anyag egy olyan drog, amely tompán és alázatosan tartja a személyiséget, és elnyomja a nemi vágyat. Christopher és legjobb barátja, Zac úgy döntenek, abbahagyják a drog szedését, és először tapasztalják meg az érzelmeket és a vágyat. Egy Richarddal folytatott rutinbeszélgetés során Christopher elárulja, hogy felfedezett egy titkos kamrát a hajó tervrajzaiban. Richard elmondja, ezt a harmadik generáció számára tartják fenn a fedélzeten. Tájékoztatja a földi küldetés vezetőségét, hogy a gyerekek kezdik elveszíteni a bizalmukat benne, és ő mindenről el akarja mondani nekik az igazat, de a válasz a nagy távolság miatt csak több mint két hónap múlva érkezik meg.
Zac megpróbál közelebb jutni a hajó orvosához, Selához, de Richard megakadályozza a megérintését. Amikor Zac észreveszi, hogy Richard Sela vállára teszi a kezét, ez féltékenységet ébreszt benne. Nem sokkal később Richard kezdetben ismeretlen okból meghal egy kommunikációs egység külső javításakor, amelyet Christopherrel együtt végez. Arcát és felsőtestét égési sérülések borítják. Nem sokkal korábban ismét hátborzongató zajok hallatszanak a hajótest fedélzetén, amelyek mindig is aggodalmat keltettek a csoportban, de Richard a fém ártalmatlan hőmérséklet-ingadozásával magyarázza őket. Most egyesek azon a véleményen vannak, hogy egy idegen életformáról van szó, ami Richard halálát is okozta. Az esetet követő tűzvészben a megfigyelési felvételek megsemmisültek, így az ügy egyelőre megoldatlan marad.
Zac felajánlja, hogy mostantól átveszi a csoport vezetését, de titkos szavazáson Christophert választják meg az új első tisztnek. Először is elrendeli a tűz okozta károk helyreállítását. Zac féltékenysége újra felébred, amint rájön, hogy Christopher és Sela közelebb kerültek egymáshoz. Elárulja a többieknek a kék italról, hogy kábítószert tartalmaz, és arra ösztökéli őket, utasítsák vissza a fogyasztását. Ennek következtében a hajón korábban megszokott rendezettségű élet egyre inkább káoszba torkollik. Orgiák, szexuális viselkedés és dulakodás van napirenden. Christopher tekintélye csökken, és végül Zac ragadja magához a hatalmat. Azt állítja, az idegen életforma, amely megölte Richardot, az archívumban rejtőzik. Miközben Kai-jal együtt vizsgálja az archívumot, látszólag megtámadják őket, és elmenekülnek, még több archívumi adatot megsemmisítve. A csoport rettegésben van; csak Christopher, Sela, Anda, Alex és Phoebe gyanakszik, hogy nincs is idegen, és Zac csak még több bizonyítékot akart megsemmisíteni. Találnak egy adathordozót az irányítóteremben készült felvétellel, amelyen látható, hogy Zac és Kai hogyan végzett vele áramütést Richard küldetése során.
Christopher megmutatja a csoportnak a videót, és elmagyarázza, hogy Zac azóta saját céljaira félelmet kelt az állítólagos idegennel szemben, így biztosítva a hűségüket. A többiek megdöbbennek, és úgy tűnik, eltávolodnak Zac-től. Ezután elmagyarázza, ő csak meg akarja védeni a csoportot, mivel az idegen megszállta Richardot, és most láthatóan valaki másra átszállt. Sikerül a csoport gyűlöletét Peter felé irányítania, aki a múltban agresszivitásával hívta fel magára a figyelmet. Az irányítás elvesztése miatt Zac követői végigkergetik Petert a hajón, és végül halálra verik.
Christopher megpróbálja kinyitni a titkos szobát, mivel fegyvereket sejt ott, de Zac csoportjának sikerül először. Most már felfegyverkezve üldözik az öt „renegátot” a hajón keresztül, Anda és Alex disszidál, Phoebe-t pedig Kai öli meg. Christopher és Sela megpróbálja megölni Zacot, de menekülniük kell. Kai megtámadja őket, és sikerül megölniük, de Zac üldözőbe veszi őket, aki a hajó sérülékeny technológiájára való tekintet nélkül lő rájuk. Elbújnak a külső légzsilipben, űrruhát öltenek, és kinyitják a külső válaszfalat. Amikor Zac kilövi a belső légzsilip ajtaját, Christopher és Sela segítségével a nyitott külső válaszfalon keresztül kilökik az űrbe.
Zac halála után Sela és Christopher ráveszi a csoportot, tegyék le a fegyvert. Selát nevezik ki az új első tisztnek. A csoport ezentúl a gátló drog nélkül akar kijönni egymással, és közösen szavaznak a döntésekről. Az időugrások a legénység tagjainak öregedését és az új generáció felnőtté válását mutatják. Végül 86 évvel a kilövés után az utódok elérik a célbolygót.

## Szereplők
| Szerep          | Színész                | Magyar hang    |
| --------------- | ---------------------- | -------------- |
| Christopher     | Tye Sheridan           | Baráth István  |
| Sela            | Lily-Rose Depp         | Staub Viktória |
| Zachary Peduto  | Fionn Whitehead        | Joó Gábor      |
| Richard Jackson | Colin Farrell          | Czvetkó Sándor |
| Phoebe McKinnon | Chanté Adams           | Szabó Luca     |
| Peter           | Viveik Kalra           | Gacsal Ádám    |
| Kai             | Archie Madekwe         | Penke Bence    |
| Julie           | Quintessa Swindell     | Lamboni Anna   |
| Edward          | Isaac Hempstead-Wright | Szalay Csongor |
| Anda            | Madison Hu             | Györfi Laura   |
| Alex            | Archie Renaux          | Nikas Dániel   |
| Tayo            | Wern Lee               | Czető Roland   |
| Marianne Sancar | Veronica Falcón        |                |

### Magyar változat
- Főcím: Welker Gábor
- Magyar szöveg: Pék Natália
- Hangmérnök és vágó: Patkovics Péter
- Gyártásvezető: Farkas Márta
- Szinkronrendező: Joó Gábor
- Produkciós vezető: Jávor Barbara

A szinkront a Direct Dub Studios készítette el.

## A film készítése
A projektet 2019 januárjában jelentették be, a film írója és rendezője Neil Burger lett.
2019 áprilisában Colin Farrell, Tye Sheridan, Lily-Rose Depp és Fionn Whitehead kapták meg a film főszerepeit. Még júniusban Viveik Kalra, Quintessa Swindell, Archie Madekwe és Archie Renaux csatlakozott a szereplőgárdához, a Lions Gate Entertainment pedig megszerezte az amerikai forgalmazási jogokat.
A forgatás 2019. június 17-én kezdődöt Romániában.

## Bemutató
Az Utazás a semmibe eredetileg 2020. november 25-én került volna a mozikba, de a COVID-19 világjárvány következményei miatt a bemutató jelentősen késett, ami hátrányosan befolyásolta a gyártási folyamatokat. Ezt követően a megjelenést 2021. április 9-re tették át.

### Médiakiadás
2021. június 15-én jelent meg DVD-n, Blu-rayen és Ultra HD Blu-rayen a Lionsgate Home Entertainment forgalmazásában.

## Fogadtatás

### Bevételi adatok
A filmet az Amerikai Egyesült Államokban és Kanadában 1972 moziban mutatták be, amely az első napon 500 000 dollárt, a nyitóhétvégén pedig 1,4 millió dollárt hozott, és az ötödik helyen végzett a jegypénztáraknál. A második hétvégén több mint 43,5%-kal, 779 317 dollárra esett vissza, és a hatodik helyen végzett.

### Kritikai visszhang
A Rotten Tomatoes weboldalon 26%-os értékelést kapott 141 kritika alapján, az átlagos értékelése 5 pont a 10-ből. Az oldal szöveges összefoglalója szerint: „Játékos szereposztással és lehetőségekkel teli előzményekkel rendelkezik, de az Utazás a semmibe a megszokott pályán sodródik, ahelyett, hogy teljes mértékben felfedezné érdekes témáit.” A Metacritic oldalán 100-ból 44 átlagpontszámot kapott (34 kritika alapján), ami „vegyes vagy átlagos értékelést” jelent. A CinemaScore által megkérdezett közönség átlagosan „C” osztályzatot adott a filmnek egy A+-tól F-ig terjedő skálán, míg a PostTrak jelentése szerint a nézők 53%-a adott pozitív értékelést, 27%-uk pedig azt állította, hogy mindenképpen ajánlaná a filmet.